# Festuca scariosa
Festuca scariosa är en gräsart som först beskrevs av Mariano Lagasca y Segura, och fick sitt nu gällande namn av Carlos Pau. Festuca scariosa ingår i släktet svinglar, och familjen gräs. Inga underarter finns listade i Catalogue of Life.